# Julius Jobst
Julius Jobst (* 7. Februar 1856 in Völkermarkt; † 18. März 1895 in Friesach) war ein österreichischer Jurist und Politiker.

## Leben
Jobst war der Sohn des Apothekers Julius Jobst (* 13. August 1817; † 2. Januar 1862) und dessen Ehefrau Amalia geb. Eißel (* 9. Juli 1833; † 5. Februar 1864). Er war römisch-katholisch und heiratete am 5. September 1885 Maria Sacherer (* 1. Juli 1866; † 10. August 1947). Aus der Ehe ging mindestens eine Tochter hervor.
Jobst absolvierte ein Jus-Studium und schloss dieses mit der Promotion zum Dr. jur. ab. Er war Notariatskandidat und von 1893 bis 1895 Bürgermeister von Friesach. Vom 10. Januar 1894 (Nachwahl vom 7. September 1894 nach Rücktritt von Gustav Traun) bis zu seinem Tod war er Abgeordneter im Kärntner Landtag für den Wahlkreis STM 4 Friesach. Im Landtag war er Mitglied des juridisch-politischen Ausschusses. Nachfolger im Landtag wurde Fritz Gängl von Ehrenwerth.
Aufgrund des drohenden Konkurses beging er am 18. März 1895 Selbstmord durch Ertrinken in der Gurk.